# Jacob Züberlein

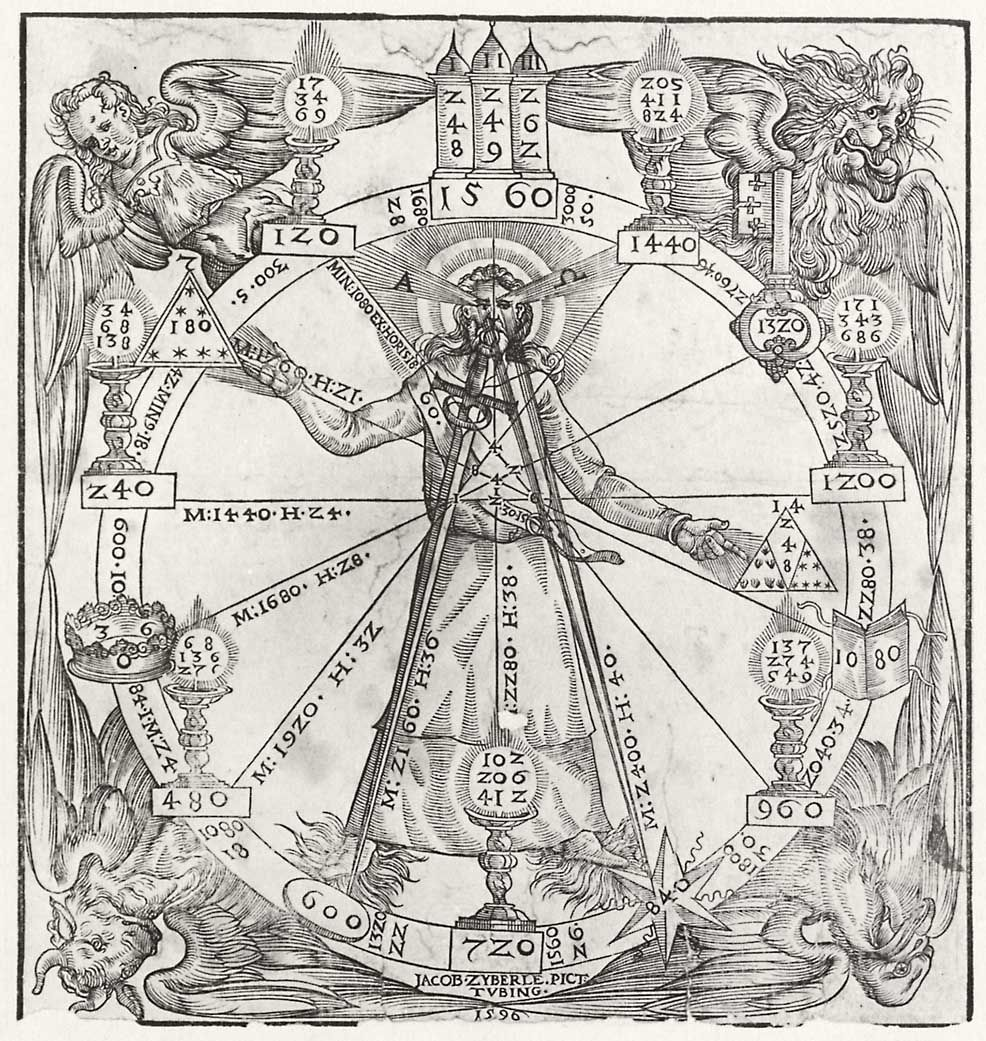
Prognosticon mit evangelischen Symbolen von Jacob Züberlein

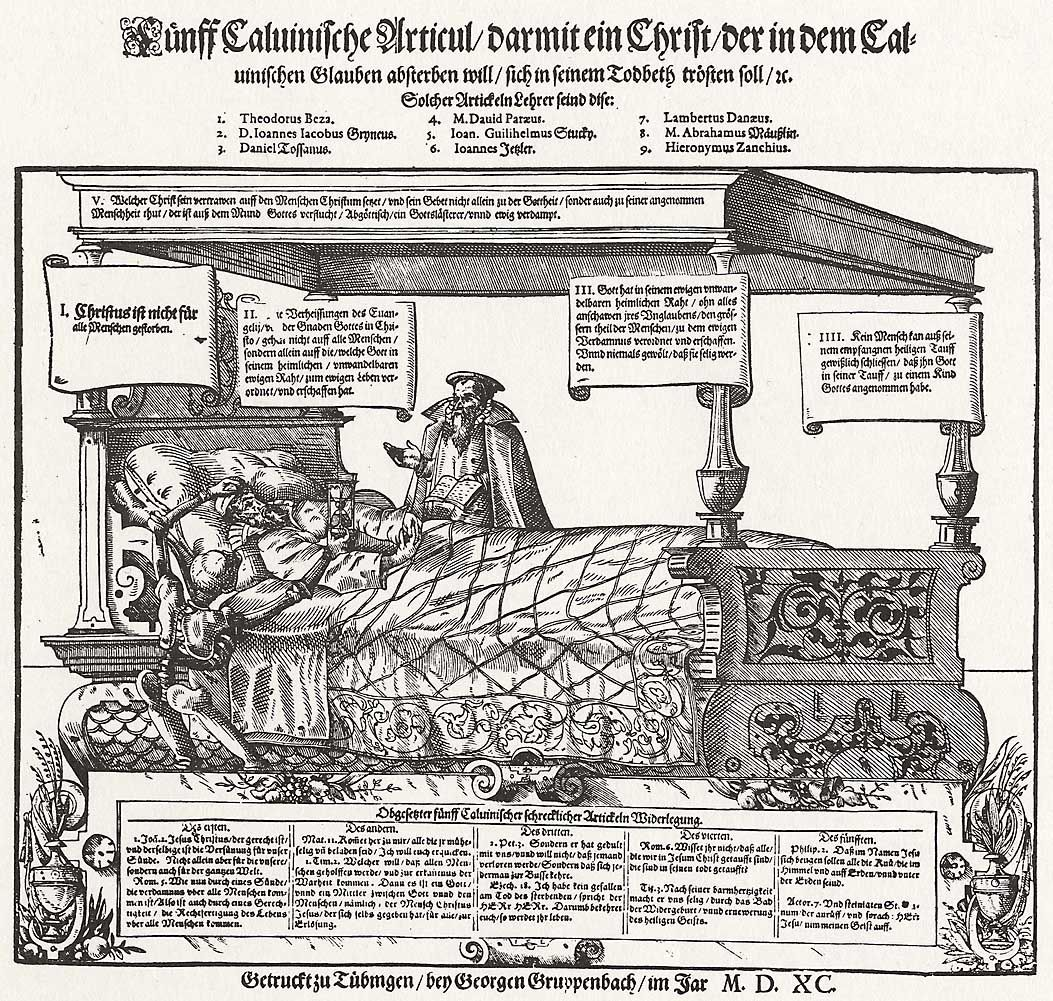
Züberleins Holzschnitt aus der Schrift Fünff calvinische Articul, darmit ein Christ, der in dem calvinischen Glauben absterben will, sich in seinem Todbett trösten soll.

Jacob Züberlein (sehr häufig auch Züberlin; * 26. Februar 1556 in Heidelberg; † vor 15. Oktober 1607 in Freudenstadt) war ein württembergischer Maler und Zeichner, der zwar viel in Stuttgart tätig, aber in Tübingen wohnhaft war.

## Leben und Werk
Jacob Züberlein verließ in seiner Jugend Heidelberg und lebte eine Zeitlang am Oberrhein oder in der Schweiz. Dies ist aus einer charakteristischen Prägung seiner früheren erhaltenen Arbeiten erschließbar. Nach Vermutung von Julius Baum war er unter Tobias Stimmer an der Ausmalung des Schlosses in Baden-Baden als Gehilfe beteiligt.
Seit 1580 ist Züberlein in Tübingen nachweisbar, doch er musste bereits früher hier gewohnt haben. 1579 bemalte er wohl in der Herrenberger Stiftskirche die neuaufgestellte Orgel, die aus Wildberg überführt wurde. 1586 heiratete er Ursula Schickhardt geb. Laubin, die Witwe von Hans Schickhardt, wohl um sich die Niederlassungsmöglichkeit in Tübingen zu verschaffen. Infolge dieser Heirat übernahm er auf jeden Fall Schickhardts Werkstatt.
Neben zahllosen andern Aufträgen malte Züberlein 1588/89 Wandbilder mit Schlachten und Jagden für das Gemach Herzog Ludwigs im Stuttgarter Schloss. Darunter befand sich auch eine Darstellung einer Dachsjagd. Ein Erhaltenes Studienblatt mit Zeichnungen einzelner Szenen einer Dachsjagd war offensichtlich ein der Vorstudien dazu. Für Herzog Friedrich porträtierte er die tausend Schützen, die nach Mömpelgard gegen die Lothringer gesandt wurden. Züberlein war wesentlich beteiligt an der Ausmalung des Stuttgarter Lusthauses.
1596 bekam Züberlein von der Stadt den Auftrag, einen Saal des Tübinger Rathauses auszumalen. Es handelt sich um den Öhrn, den 9,45 × 6 m großen und 3,8 m hohen Raum, der sich im ersten Stockwerk zwischen großer und kleiner Gerichtsstube befindet. Dieser Raum diente nicht nur als Zugang zur Stube des Bürgermeisters, sondern auch als Empfangsraum für die Stadt und das Hofgericht. Es ist nicht bekannt, wer die zu malenden Szenen wählte. Als Vorlagen dienten die Holzschnitte von Tobias Stimmer, die als Illustrationen zum Neuen Testament in der Übersetzung Erasmus von Rotterdam und zu Von Ankunft und Ursprung des römischen Reichs von Titus Livius und Lucius Florus (Straßburg 1575), sowie zu Jüdischen Geschichten von Flavius Josephus (Straßburg 1574) erschienen waren. In einem Fall (Gleichnis vom Splitter und Balken im Auge) kopierte er ein Gemälde von Heinrich Füllmaurer. Die historischen und biblischen Gemälde Züberleins bilden fünf Paare, die beispielhafte Verhaltensweisen gegenüber Mensch, Vaterland, Gott und Staat veranschaulichen. Jedes Bildpaar zeigt sowohl gerechtes, als auch tadelnswertes Verhalten. Im Einzelnen werden also Nächstenliebe und Überheblichkeit, Landesverrat und Vaterlandstreue, Gottesfurcht und Gotteslästerung, Despotie und Rechtsstaatlichkeit gegenübergestellt. Die Freskogemälde, die ausschließlich mit schwarzen und grauen Tönen ausgeführt sind, erinnern nicht nur durch die Farbgestaltung an die Vorlagen. Ähnlich wie diesen fehlt es ihnen an Perspektive. Die einzelnen Szenen:
- 1. Christus und Samariterin am Jakobsbrunnen (Joh. 4,9)
- 2. Das Gleichnis vom Splitter und Balken im Auge (Lk. 6,41)
- 3. Die Bestrafung des treulosen Schulmeisters von Falerii durch Camilius (Livius V, Jahr 361)
- 4. Der Kampf des Titus Manlius mit dem Gallier auf der Tiberbrücke (Livius VII, Jahr 394)
- 5. Abrahams Opfer (1. Mose 22,12)
- 6. Davids Kampf mit Goliath (1. Sam 17,45)
- 7. König Lucius Tarquinius Superbus beauftragt durch einen Boten seinen Sohn Sextus Tarquinius, die Patrizier der Stadt Gabii zu vernichten (Livius I, Jahr 219)
- 10. Berufung des Lucius Quintus vom Pfluge weg zu den Staatsgeschäften (Livius III, Jahr 295)[5]

Im gleichen Jahr 1596 erschien das von Erhard Cellius verlegte Werk Imagines professorum Tubingensium, das die bis dahin existierenden Gemälde der später so genannten Tübinger Professorengalerie als Holzschnitte wiedergab. Angelehnt an die Ölporträts von Hans Ulrich Alt und Anton Ramsler fertigte Züberlein dazu Zeichnungen an, nach denen anschließend der Tübinger Formschneider Joachim Lederlin 37 Holzschnitte auf Birnbaumholz schnitt. Sie zeigen die Tübinger Professoren jeweils in einem Rahmen, zumeist hinter einer Brüstung und oft mit einem Buch in Händen sowie teilweise mit Attributen ihrer Disziplin.

Joachim Lederlins Holzschnitte aus Imagines professorum Tubingensium nach Vorlagen von Jacob Züberlein
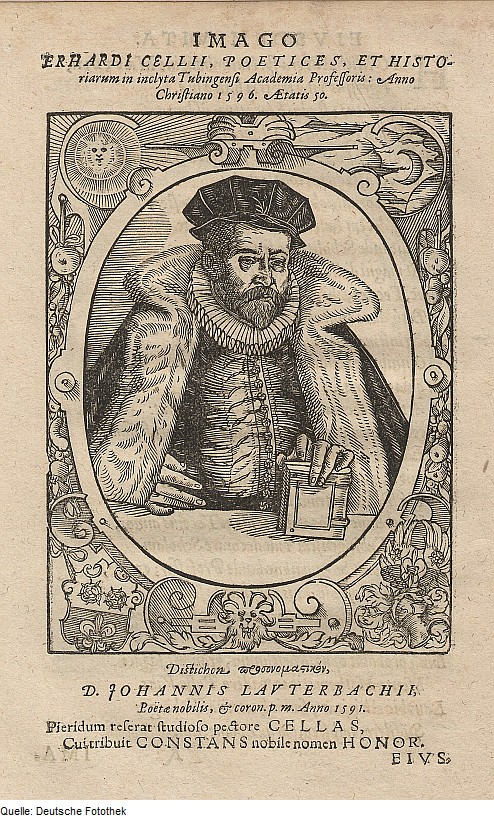
Erhard Cellius, Professor der Beredsamkeit, Dichtkunst und Geschichte
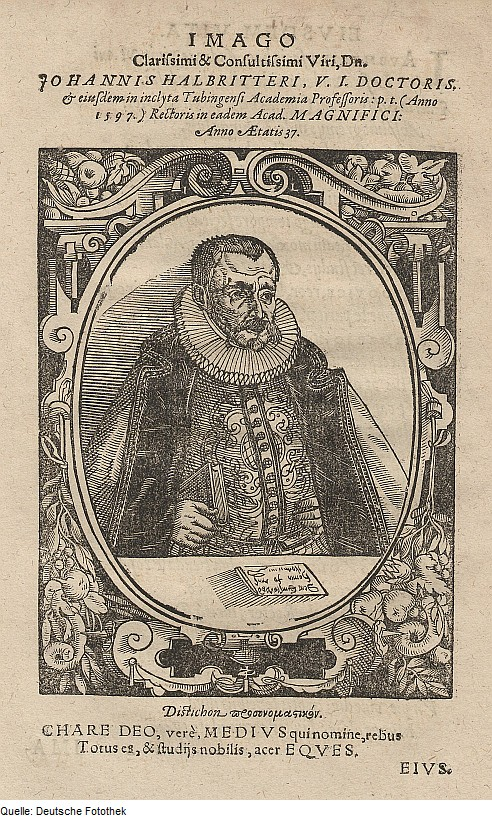
Johann Halbritter, Professor der Rechtswissenschaft
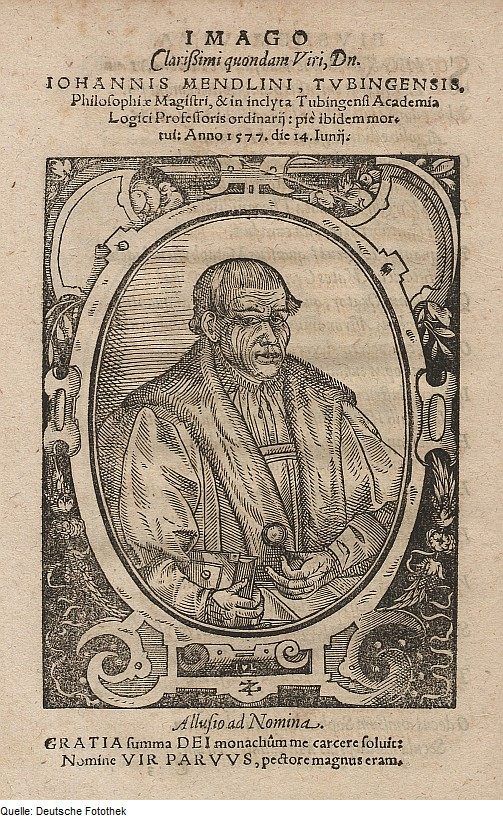
Johannes Mendlin (1505–1577), Professor der Logik.

Züberlein war auch als Miniatur- und Stammbuchmaler tätig und zeichnete viele Vorlagen für Holzschnitte, vor allem von Joachim Lederlin.
Im September 1605 übernahm er die Leitung an der Ausmalung der neu nach Plänen von Heinrich Schickhardt erbauten Stadtkirche in Freudenstadt. Während dieser Arbeiten starb Züberlein in Freudenstadt. Er wurde in seinem Wohnort – in Tübingen – beerdigt. Zu seinen Mitarbeitern gehörte sein Stiefsohn Apelles Schickhardt, der die Vollendung der Arbeiten (bis Herbst 1608) leitete.

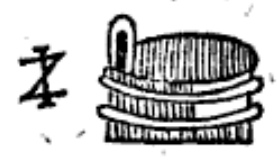
Monogramm des Jacob Züberlein

Züberlein verwendete ein Monogramm, das aus einem großen I vor einem etwas kleineren Z und einem danebenstehenden hölzernen Waschzuber bestand.

## Leistung
Züberlein war im Ornamentalen phantasiereich und geschmackvoll, auch wenn er nur wenig originell war und sich stark des graphischen Ornamentschatzes bediente. „Züberlin kam aus einem fremden, vielleicht dem oberrheinischen Kunstbereich. Mit ihm haben erstmals die figuralen Formprinzipien des Manierismus in der württembergischen Malerei Eingang gefunden.“
Neben Steiner war Züberlein der angesehenste der am Lusthaus tätigen und in Württemberg ansässigen Maler, auch wenn er nach Steiners Urteil „kein sonderen verstand mit dem waidwerckh“ hatte (keine guten Jagdszenen malen konnte).

## Erhaltene Arbeiten
- 1580 Bildnis eines Mannes (Herrenberger Stiftskirche)
- Epitaphium für Primož Trubar (Derendinger St.-Gallus-Kirche)
- 1583 Titelblatt und Vorsatzblatt eines Sammelbandes mit Abbildungen der Grabmale des Württembergischen Herzogshauses (Württembergische Landesbibliothek, Stuttgart, Cod. hist. 130)
- 1588 Dachsjagd im Stuttgarter Lustgarten (Studienblatt, Federzeichnung braun, grau laviert, 42,0 × 23,5 cm, Wallraf-Richartz-Museum, Köln, Inv. Z428)
- 1596 Ausmalung eines Saals des Tübinger Rathauses mit historischen und biblischen Szenen
- 22. Mai 1597 Allegorische Darstellung im Stammbuch Johann Georg Nockers [Pfarrer in Dußlingen] (Federzeichnung braun, grau laviert, Württembergische Landesbibliothek Stuttgart, Cod. hist. 8° 168, S. 136r)
- 4. Januar 1601 Allegorie der Malerei in der Wappenkollektion F. W. Fromanns (Federzeichnung braun, grau laviert, weiß gehöht, 12,0 × 7,0 cm, Württembergische Landesbibliothek Stuttgart, Cod. hist. fol. 888, Bd. 6)